# Xilka
|  | Aquest article tracta sobre la població. Vegeu-ne altres significats a «riu Xilka». |

Xilka (rus: Шилка és una ciutat del krai de Zabaikàlie, a Rússia. Es troba a la vora del riu Xilka, a 176 km a l'est de Txità i a 4.894 km a l'est de Moscou.

## Història
Xilka fou fundada a la primera meitat del segle xviii. Aconseguí l'estatus de possiólok (poble) el 1929 i el de ciutat el 1951. La ciutat té una estació de la línia ferroviària del Transsiberià, al km 6444 des de Moscou.